# Волот (селище)
Во́лот (рос. Волот) — селище в Новгородській області, адміністративний центр Волотовського муніципального району і сільського поселення Волот.

## Географія
Розташований в західній частині Новгородської області на річці Псижа (впадає в озеро Ільмень). Волот знаходиться за 87 км на північний захід від Великого Новгорода та за 44 км на захід від Старої Руси. Селище є адміністративним центром Волотовського району, до якого належать такі села, як: Хотяжа, Раглиці, Подостров'я, Городця, Устиці, Язвін, Хотігоще, Ракитино, Сільце, Гориці, Камінь та ін.
Через Волот проходить залізниця Бологоє-Московське — Валдай — Стара Русса — Дно-1. Селище з'єднане автомобільними дорогами зі Старою Руссою, Великим Новгородом і Сольцями (через Вибиті).
Волот має чисту екологію; в селищі без зусиль можна побачити лелек та їжачків. Населення займається дрібним селянсько-фермерським господарством: крім вирощування овочів, ягід та фруктів, поширене розведення курей, кіз та корів.

## Історія
Селище засновано в кінці XIX століття, при однойменній залізничній станції Московсько-Віндаво-Рибінській залізниці.